# هارون كاتس
هارون كاتس (بالإنجليزية: Aaron Katz)‏ هو كاتب سيناريو ومخرج أمريكي، ولد في 29 أكتوبر 1981 في بورتلاند في الولايات المتحدة.

## وصلات خارجية
- هارون كاتس على موقع IMDb (الإنجليزية)
- هارون كاتس على موقع ألو سيني (الفرنسية)
- هارون كاتس على موقع أول موفي (الإنجليزية)
- هارون كاتس على موقع قاعدة بيانات الفيلم (الإنجليزية)
- هارون كاتس على موقع كينوبويسك (الروسية)